# فرودگاه بین‌المللی اورومچی دیووپو
فرودگاه بین‌المللی اورومچی دیووپو (به انگلیسی: Ürümqi Diwopu International Airport)(به اویغوری: ئۈرۈمچی دیئوپا خه‌لقئارا ئایروپورت) یک فرودگاه همگانی مسافربری با کد یاتا URC است که یک باند فرود بتن دارد و طول باند آن ۳۶۰۰ متر است. این فرودگاه در شهر اورومچی کشور چین قرار دارد و در ارتفاع ۶۴۸ متری از سطح دریا واقع شده‌است. در این فرودگاه ایرانیان حتما باید ویزا ترانزیت بگیرند.

## شرکت‌های هواپیمایی و مقصدهای پروزای
| شرکت‌های هواپیمایی      | مقصدهای پروازی |
| ---------------------- | --- |
| ۹ ایر                  | فرودگاه بین‌المللی بایون گوآنگجو |
| هواپیمایی ایرعربیا     | فرودگاه بین‌المللی شارجه |
| ایر آستانه             | فرودگاه بین‌المللی آلماتی، فرودگاه بین‌المللی آستانه (قزاقستان) |
| ایر بیشکک              | فرودگاه بین‌المللی مناس |
| ایر چاینا              | فرودگاه اکسو، فرودگاه بین‌المللی پکن، فرودگاه بین‌المللی چنگدو شوانگلیو، فرودگاه بین‌المللی هانگجو ژیاشان، فرودگاه ختن، فرودگاه کاشغر، Mianyang، فرودگاه بین‌المللی تیانجین بینهای، فرودگاه بین‌المللی شی‌آن شیان‌یانگ، فرودگاه ینینگ، Yuncheng |
| ایر قرقیزستان          | فرودگاه اوش |
| هواپیمایی آریانا       | میدان هوایی بین‌المللی حامد کرزی |
| بیجینگ کپیتال ایرلاینز | فرودگاه بین‌المللی پکن، فرودگاه بین‌المللی هایکو میلان، فرودگاه بین‌المللی هانگجو ژیاشان، فرودگاه بین‌المللی هوهوت بایتا، فرودگاه کاشغر، فرودگاه بین‌المللی شیاژونگ ژنگدینگ، فرودگاه بین‌المللی ژنگژو سین‌ژنگ |
| چاینا ایرلاینز         | فرودگاه بین‌المللی تائویوان تایوان |
| هواپیمایی شرقی چین     | فرودگاه بین‌المللی هانگجو ژیاشان، فرودگاه بین‌المللی هفئی ژینگیاو، فرودگاه جیایوگوان، فرودگاه کاشغر، فرودگاه بین‌المللی کونمینگ چانگشوی، فرودگاه لانجو ژنگچوان، فرودگاه بین‌المللی نانجینگ لوکو، فرودگاه بین‌المللی شانگهای هونگچیائو، فرودگاه بین‌المللی ووهان تیانهه، فرودگاه بین‌المللی شی‌آن شیان‌یانگ، فرودگاه یینچوان هیدونگ |
| هواپیمایی جنوبی چین    | فرودگاه اکسو، فرودگاه بین‌المللی آلماتی، فرودگاه آلتای، فرودگاه عشق‌آباد، فرودگاه بین‌المللی آستانه (قزاقستان)، فرودگاه بین‌المللی حیدر علی‌اف، فرودگاه بین‌المللی سووارنابومی، فرودگاه بائوتو ارلیبان، فرودگاه بین‌المللی پکن، فرودگاه بین‌المللی مناس، فرودگاه بین‌المللی چانگچون لونگییا، فرودگاه بین‌المللی چانگشا هوانگهوا، فرودگاه بین‌المللی چنگدو شوانگلیو، فرودگاه بین‌المللی چنگچینگ ییانگبی، فرودگاه بین‌المللی دالیان ژووشویزی، فرودگاه بین‌المللی دوبی، فرودگاه دونهوانگ، فرودگاه بین‌المللی دوشنبه، فرودگاه بین‌المللی فوژو چنگل، فرودگاه بین‌المللی بایون گوآنگجو، فرودگاه بین‌المللی لانگ‌دونگ‌بائو گوئی‌یانگ، فرودگاه هامی، فرودگاه بین‌المللی هانگجو ژیاشان، فرودگاه بین‌المللی هاربین تایپینگ، فرودگاه بین‌المللی هفئی ژینگیاو، فرودگاه بین‌المللی هوهوت بایتا، فرودگاه ختن، فرودگاه بین‌المللی بینظیر بوتو، فرودگاه بین‌المللی آتاترک، فرودگاه بین‌المللی جینان یاکیانگ، فرودگاه کارامی، فرودگاه کاشغر، فرودگاه خجند، فرودگاه کورلا، فرودگاه بین‌المللی کونمینگ چانگشوی، فرودگاه کوکا کیوسی، فرودگاه لانجو ژنگچوان، فرودگاه بین‌المللی شرمتیوو، فرودگاه بین‌المللی نانجینگ لوکو، فرودگاه بین‌المللی نانینگ ووژو، فرودگاه تولمچوا، فرودگاه اوش، فرودگاه بین‌المللی کینگدائو لیوتینگ، فرودگاه بین‌المللی سانیا فونیکس، فرودگاه بین‌المللی شانگهای هونگچیائو، فرودگاه بین‌المللی شانگهای پودنگ، فرودگاه بین‌المللی شنینگ تخین، فرودگاه بین‌المللی شنژن بن، فرودگاه بین‌المللی شیاژونگ ژنگدینگ، فرودگاه پالکوو، فرودگاه بین‌المللی تائویوان تایوان، فرودگاه بین‌المللی ووسو تائی‌یوان، فرودگاه بین‌المللی تفلیس، فرودگاه بین‌المللی امام خمینی، فرودگاه بین‌المللی ونچو یونگچیانگ، فرودگاه بین‌المللی ووهان تیانهه، فرودگاه بین‌المللی زیامن گائوچی، فرودگاه بین‌المللی شی‌آن شیان‌یانگ، فرودگاه سینینگ کائوجیابو، فرودگاه سوژو گئوانئین، فرودگاه یینچوان هیدونگ، فرودگاه ینینگ، فرودگاه بین‌المللی ژنگژو سین‌ژنگ فصلی: فرودگاه کاناس، چین، فرودگاه نالاتی، فرودگاه بین‌المللی اینچئون |
| چاینا یونایتد ایرلاینز | فرودگاه پکن نانیوان |
| هاینان ایرلاینز        | فرودگاه اکسو، فرودگاه بین‌المللی پکن، فرودگاه بین‌المللی چانگشا هوانگهوا، فرودگاه بین‌المللی چنگدو شوانگلیو، فرودگاه بین‌المللی چنگچینگ ییانگبی، فرودگاه بین‌المللی بایون گوآنگجو، فرودگاه بین‌المللی هایکو میلان، فرودگاه بین‌المللی هانگجو ژیاشان، فرودگاه بین‌المللی هفئی ژینگیاو، فرودگاه بین‌المللی هوهوت بایتا، فرودگاه بین‌المللی جینان یاکیانگ، فرودگاه کاشغر، فرودگاه لانجو ژنگچوان، فرودگاه بین‌المللی سانیا فونیکس، فرودگاه بین‌المللی شانگهای هونگچیائو، فرودگاه بین‌المللی شانگهای پودنگ، فرودگاه بین‌المللی شنینگ تخین، فرودگاه بین‌المللی شنژن بن، فرودگاه بین‌المللی ونچو یونگچیانگ، فرودگاه بین‌المللی ووهان تیانهه، فرودگاه بین‌المللی زیامن گائوچی، فرودگاه بین‌المللی شی‌آن شیان‌یانگ، فرودگاه بین‌المللی ژنگژو سین‌ژنگ |
| Jiangxi Air            | فرودگاه بین‌المللی نانچانگ چانگبی، فرودگاه بین‌المللی شی‌آن شیان‌یانگ |
| هواپیمایی کره          | چارتر: فرودگاه بین‌المللی اینچئون |
| ایر قرقیزستان          | فرودگاه بین‌المللی مناس، فرودگاه اوش |
| جونیائو ایرلاینز       | فرودگاه بین‌المللی شانگهای هونگچیائو |
| Lucky Air              | فرودگاه بین‌المللی کونمینگ چانگشوی، فرودگاه لانجو ژنگچوان |
| اوکی ایرویز            | فرودگاه بین‌المللی چانگشا هوانگهوا، فرودگاه بین‌المللی شی‌آن شیان‌یانگ |
| اس۷ ایرلاینز           | فرودگاه تولمچوا |
| شاندونگ ایرلاینز       | فرودگاه بین‌المللی جینان یاکیانگ، فرودگاه کاشغر، فرودگاه لانجو ژنگچوان، فرودگاه بین‌المللی کینگدائو لیوتینگ، فرودگاه بین‌المللی ووسو تائی‌یوان، فرودگاه یینچوان هیدونگ |
| شاندونگ ایرلاینز       | فرودگاه بین‌المللی کانزای |
| شانگهای ایرلاینز       | فرودگاه ختن، فرودگاه بین‌المللی شانگهای هونگچیائو |
| شنژن ایرلاینز          | فرودگاه بین‌المللی شنژن بن، فرودگاه بین‌المللی ژنگژو سین‌ژنگ |
| سیچوان ایرلاینز        | فرودگاه بین‌المللی چنگدو شوانگلیو، فرودگاه بین‌المللی چنگچینگ ییانگبی، فرودگاه بین‌المللی هانگجو ژیاشان، فرودگاه کاشغر، فرودگاه بین‌المللی کونمینگ چانگشوی، فرودگاه بین‌المللی سانیا فونیکس، فرودگاه بین‌المللی شی‌آن شیان‌یانگ، فرودگاه ینینگ، فرودگاه بین‌المللی ژنگژو سین‌ژنگ، فرودگاه ژونگوی ژیانگشان |
| سامان ایر              | فرودگاه بین‌المللی دوشنبه |
| اسپرینگ ایرلاینز       | فرودگاه بین‌المللی شانگهای هونگچیائو، فرودگاه بین‌المللی شی‌آن شیان‌یانگ |
| تاجیک ایر              | فرودگاه بین‌المللی دوشنبه |
| تیانجین ایرلاینز       | فرودگاه اکسو، فرودگاه آلتای، فرودگاه بول آلاشانکوو، فرودگاه دونهوانگ، فرودگاه ختن، فرودگاه کاناس، چین، فرودگاه کاشغر، فرودگاه کورلا، فرودگاه کوکا کیوسی، فرودگاه اوردوس ایجین هورو، فرودگاه بین‌المللی سانیا فونیکس، فرودگاه تاچنگ، فرودگاه بین‌المللی تیانجین بینهای، فرودگاه بین‌المللی شی‌آن شیان‌یانگ، فرودگاه ینینگ، فرودگاه بین‌المللی ژنگژو سین‌ژنگ فصلی: فرودگاه نالاتی |
| اورومچی ایر            | فرودگاه بین‌المللی چنگدو شوانگلیو، فرودگاه ختن، فرودگاه کاشغر، فرودگاه بین‌المللی شی‌آن شیان‌یانگ، فرودگاه ینینگ، فرودگاه بین‌المللی ژنگژو سین‌ژنگ |
| ازبکستان ایرویز        | فرودگاه بین‌المللی تاشکند |
| West Air               | فرودگاه بین‌المللی چنگچینگ ییانگبی، فرودگاه لانجو ژنگچوان، فرودگاه بین‌المللی ژنگژو سین‌ژنگ |
| ژیامن ایرلاینز         | فرودگاه بین‌المللی چانگشا هوانگهوا، فرودگاه بین‌المللی فوژو چنگل، فرودگاه بین‌المللی هانگجو ژیاشان، فرودگاه بین‌المللی جینان یاکیانگ، فرودگاه بین‌المللی نانچانگ چانگبی، فرودگاه بین‌المللی تیانجین بینهای، فرودگاه بین‌المللی ووهان تیانهه، فرودگاه بین‌المللی زیامن گائوچی، فرودگاه بین‌المللی شی‌آن شیان‌یانگ، فرودگاه بین‌المللی ژنگژو سین‌ژنگ |

## شرکت‌های هواپیمایی و مقصدهای پروازی

### مسافری
| شرکت‌های هواپیمایی      | مقصدهای پروازی |
| ---------------------- | --- |
| ۹ ایر                  | بایون گوآنگجو |
| ایر عربیا              | شارجه |
| ایر آستانه             | آلماتی، آستانه |
| ایر چاینا              | اکسو، پکن، چنگدو شوانگلیو، هانگجو ژیاشان، ختن، کاشغر، Mianyang، تیانجین بینهای، شی‌آن شیان‌یانگ، ینینگ، Yuncheng |
| ایر قرقیزستان          | مناس |
| هواپیمایی آریانا       | فصلی: میدان هوایی بین‌المللی حامد کرزی |
| بیجینگ کپیتال ایرلاینز | پکن، هایکو میلان، هانگجو ژیاشان، هوهوت بایتا، کاشغر، شیاژونگ ژنگدینگ، ژنگژو سین‌ژنگ |
| چاینا ایرلاینز         | تائویوان تایوان |
| هواپیمایی شرقی چین     | دالیان ژووشویزی، بایون گوآنگجو، هانگجو ژیاشان، هفئی ژینگیاو، جیایوگوان، کاشغر، کونمینگ چانگشوی، لانجو ژنگچوان، نانجینگ لوکو، نینگبو لیشه، شانگهای هونگچیائو، شانگهای پودنگ، ووهان تیانهه، شی‌آن شیان‌یانگ، یینچوان هیدونگ، ینینگ، ژنگژو سین‌ژنگ |
| هواپیمایی جنوبی چین    | اکسو، آلماتی، آلتای، عشق‌آباد، آستانه، حیدر علی‌اف، سووارنابومی، بائوتو ارلیبان، پکن، مناس، چانگچون لونگییا، چانگشا هوانگهوا، چنگدو شوانگلیو، چنگچینگ ییانگبی، دالیان ژووشویزی، دوبی، دون‌هوانگ، دوشنبه، فوژو چنگل، بایون گوآنگجو، لانگ‌دونگ‌بائو گوئی‌یانگ، هامی، هانگجو ژیاشان، هاربین تایپینگ، هفئی ژینگیاو، هوهوت بایتا، ختن، بینظیر بوتو، جینان یاکیانگ، کاناس، چین، کارامی، کاشغر، خجند، کورلا، کونمینگ چانگشوی، کوکا کیوسی، لانجو ژنگچوان، شرمتیوو، نالاتی، نانجینگ لوکو، نانینگ ووژو، تولمچوا، اوش، کینگدائو لیوتینگ، سانیا فونیکس، شانگهای هونگچیائو، شانگهای پودنگ، شنینگ تخین، شنژن بن، شیاژونگ ژنگدینگ، پالکوو، تائویوان تایوان، ووسو تائی‌یوان، تاشکند، تفلیس، امام خمینی، ونچو یونگچیانگ، ووهان تیانهه، زیامن گائوچی، شی‌آن شیان‌یانگ، سینینگ کائوجیابو، سوژو گئوانئین، یینچوان هیدونگ، ینینگ، ژنگژو سین‌ژنگ |
| چاینا یونایتد ایرلاینز | پکن نانیوان |
| هاینان ایرلاینز        | اکسو، پکن، چانگشا هوانگهوا، چنگدو شوانگلیو، چنگچینگ ییانگبی، بایون گوآنگجو، هایکو میلان، هانگجو ژیاشان، هفئی ژینگیاو، هوهوت بایتا، جینان یاکیانگ، کاشغر، لانجو ژنگچوان، سانیا فونیکس، شانگهای هونگچیائو، شانگهای پودنگ، شنینگ تخین، شنژن بن، ونچو یونگچیانگ، ووهان تیانهه، زیامن گائوچی، شی‌آن شیان‌یانگ، ژنگژو سین‌ژنگ |
| Jiangxi Air            | نانچانگ چانگبی، شی‌آن شیان‌یانگ |
| جونیائو ایرلاینز       | شانگهای هونگچیائو |
| کورین ایر              | فصلی: اینچئون |
| لاین ایر               | چارتر: انگوراه رای |
| Lucky Air              | کونمینگ چانگشوی، لانجو ژنگچوان |
| اوکی ایرویز            | چانگشا هوانگهوا، شی‌آن شیان‌یانگ |
| اس۷ ایرلاینز           | تولمچوا Seasonal: دوموده‌دوو |
| شاندونگ ایرلاینز       | جینان یاکیانگ، کاشغر، لانجو ژنگچوان، کینگدائو لیوتینگ، ووسو تائی‌یوان، یینچوان هیدونگ، کانزای |
| شانگهای ایرلاینز       | ختن، شانگهای هونگچیائو |
| شنژن ایرلاینز          | شنژن بن، ژنگژو سین‌ژنگ |
| سیچوان ایرلاینز        | چنگدو شوانگلیو، چنگچینگ ییانگبی، هانگجو ژیاشان، کاشغر، کونمینگ چانگشوی، سانیا فونیکس، شی‌آن شیان‌یانگ، ینینگ، ژنگژو سین‌ژنگ، ژونگوی ژیانگشان |
| سامان ایر              | دوشنبه |
| اسپرینگ ایرلاینز       | شانگهای هونگچیائو، شی‌آن شیان‌یانگ |
| تیانجین ایرلاینز       | اکسو، آلتای، بول آلاشانکوو، دون‌هوانگ، ختن، کاناس، چین، کاشغر، کورلا، کوکا کیوسی، نالاتی، اوردوس ایجین هورو، سانیا فونیکس، تاچنگ، تیانجین بینهای، شی‌آن شیان‌یانگ، ینینگ، ژنگژو سین‌ژنگ |
| ازبکستان ایرویز        | تاشکند |
| اورومچی ایر            | چنگدو شوانگلیو، ختن، کاشغر، شی‌آن شیان‌یانگ، ینینگ، ژنگژو سین‌ژنگ |
| وست ایر                | چنگچینگ ییانگبی، لانجو ژنگچوان، چانگی سنگاپور, ژنگژو سین‌ژنگ |
| ژیامن ایرلاینز         | چانگشا هوانگهوا، فوژو چنگل، هانگجو ژیاشان، جینان یاکیانگ، نانچانگ چانگبی، تیانجین بینهای، ووهان تیانهه، زیامن گائوچی، شی‌آن شیان‌یانگ، ژنگژو سین‌ژنگ |

### باری
| شرکت‌های هواپیمایی   | مقصدهای پروازی |
| ------------------- | -------------- |
| سیلک وی ایرلاینز    | حیدر علی‌اف     |
| هواپیمایی ترکمنستان | عشق‌آباد        |